# Гоард (Вісконсин)
Гоард (англ. Hoard) — місто (англ. town) в США, в окрузі Кларк штату Вісконсин. Населення — 787 осіб (2020).

## Демографія
Згідно з переписом 2010 року, у місті мешкала 841 особа в 199 домогосподарствах у складі 160 родин. Було 230 помешкань
Расовий склад населення:
| - 97,9 % — білих - 0,7 % — корінних американців - 0,6 % — чорних або афроамериканців |

До двох чи більше рас належало 0,5 %. Частка іспаномовних становила 0,5 % від усіх жителів.
За віковим діапазоном населення розподілялося таким чином: 27,6 % — особи молодші 18 років, 46,6 % — особи у віці 18—64 років, 25,8 % — особи у віці 65 років та старші. Медіана віку мешканця становила 44,8 року. На 100 осіб жіночої статі у місті припадало 94,2 чоловіків;  на 100 жінок у віці від 18 років та старших — 88,0 чоловіків також старших 18 років.
Середній дохід на одне домашнє господарство  становив 70 559 доларів США (медіана — 58 750), а середній дохід на одну сім'ю — 80 469 доларів (медіана — 72 604). Медіана доходів становила 40 104 долари для чоловіків та 32 019 доларів для жінок. За межею бідності перебувало 12,6 % осіб, у тому числі 18,9 % дітей у віці до 18 років та 9,3 % осіб у віці 65 років та старших.
Цивільне працевлаштоване населення становило 324 особи. Основні галузі зайнятості: виробництво — 30,9 %, сільське господарство, лісництво, риболовля — 28,4 %, освіта, охорона здоров'я та соціальна допомога — 10,8 %, будівництво — 8,3 %.